# Yo-Yo Rodriguez
Yo-Yo Rodriguez, também conhecida como Slingshot, é uma personagem fictícia que aparece nas revistas em quadrinhos americanas publicadas pela Marvel Comics. Criada pelo escritor Brian Michael Bendis e pelo desenhista Alex Maleev, sua primeira aparição foi em The Mighty Avengers #13 (Julho de 2008).
Na série de televisão Agents of S.H.I.E.L.D., ela é interpretada por Natalia Cordova-Buckley.

## Biografia ficcional da personagem
Yo-Yo Rodriguez é a filha porto-riquenha de Griffin. Ela é recrutada por Nick Fury para se juntar à sua força-tarefa anti-Skrull. Esta equipe é conhecida como Guerreiros Secretos.
Seus dois braços são cortados por Gorgon, e ela fica temporariamente incapaz de permanecer ativa com a equipe. No entanto, ambos os braços são posteriormente substituídos por próteses e ela retorna ao serviço ativo.
Acredita-se que Slingshot foi morta em um confronto com a Gangue da Demolição.

## Poderes e habilidades
Yo-Yo pode correr a uma velocidade sobre-humana, então volta para o ponto onde ela começou.

## Em outras mídias

Natalia Cordova-Buckley como Yo-Yo Rodriguez em Agents of S.H.I.E.L.D.

- Uma versão de Yo-Yo Rodriguez aparece na série de televisão Agents of S.H.I.E.L.D. do Universo Cinematográfico Marvel, interpretada por Natalia Cordova-Buckley. Ela apareceu pela primeira vez no episódio "Bouncing Back".[7] Elena Rodriguez, apelidada de "Yo-Yo" devido ao seu poder, é uma "mulher colombiana com habilidades inumanas", ou seja, a capacidade de se mover na super velocidade durante a duração de um batimento cardíaco antes de retornar ao ponto de que ela começou. Ela primeiro entra em contato com a S.H.I.E.L.D. no episódio "Bouncing Back" quando eles a investiguem por roubar armas dos membros corruptos da Polícia Nacional da Colômbia liderada por Victor Ramon e o Inumano Lucio, onde os dois mais tarde matam seu primo Francisco. Ela se aproxima de Mack, que apelida ela de "Yo-Yo",[8] e eventualmente concorda em se juntar aos Guerreiros Secretos, onde ela ajuda a combater as forças do Hive. Após a assinatura dos Acordos de Sokovia, Rodriguez retorna à sua vida com monitoramento ocasional pela S.H.I.E.L.D.
  - Cordova-Buckley reprisa seu papel em uma série digital on-line de seis partes intitulada Agents of S.H.I.E.L.D.: Slingshot.[9] A série de seis partes mostrou Elena na caçada ao seu velho inimigo, Victor Ramon, que se aliou com os Watchdogs.